# رجاء حمدون عبد الله
رجاء حمدون عبد الله محمد علي القادو وهي سياسية عراقية شغلت منصب عضو في مجلس النواب العراقي بين عامي 2005 و2010 عن جبهة التوافق العراقية.
وكانت عضوا في لجنة التربية والتعليم لمجلس النواب.